# Jerónima de Rocamora y Cascante
Jerónima de Rocamora y Cascante (Orihuela, 1675-Orihuela, 25 de frero de 1736 ostentó los títulos nobiliarios de IV marquesa de Rafal y IV Baronesa de Puebla de Rocamora desde 1691 hasta 1736. A título de consorte fue señora de Benejúzar.

## Historia
Era hija y heredera de Juan de Rocamora, III marqués de Rafal, y de María Luisa de Cascante y Roda. Tras el fallecimiento de su padre en 1691, sucedió como IV marquesa de Rafal, además de heredar la baronía de Puebla de Rocamora.
Siguiendo las prácticas endogámicas realizadas por sus antepasados, Jerónima casó, el 25 de agosto de 1691, con Jaime Rosell de Rocamora y Ruiz, su primo y IV Señor de Benejúzar. Previamente, la Iglesia les había concedido el 1 de abril de 1690 la Bula de Dispensa con motivo del grado de parentesco de los contrayentes. Las capitulaciones matrimoniales se firmaron en Orihuela el 6 de septiembre de 1691.
Jaime Rosell era hijo de Alfonso Rosell, III señor de Benejúzar y caballero de la Orden de Calatrava, y de la señora de Algorfa Juana Ruiz, siendo por lo tanto descendiente por línea de varón no interrumpida de una rama paralela muy emparentada con los Rocamora. Seguramente, esta consanguinidad de los contrayentes pudo ser la causa de su falta de descendencia.
Al no tener herederos, Jerónima se vio forzada a testar a favor de un nieto de su primo hermano, llamado Jaime de Rocamora y Cascante y que era el XIII señor de Benferri, para de esta forma no incurrir en una ilegalidad. 
El testamento «forzoso» de Jerónima se debía a que una de las obligaciones que impuso Jerónimo de Rocamora y Thomas cuando fundó el mayorazgo de Rafal, era que en caso de quedar la línea principal sin descendencia, el mayorazgo recayera sobre la línea primogénita de señores de Benferri. 
Jaime Rosell, marqués Consorte de Rafal, hizo testamento a favor de su primo hermano Luis Rosell y Roca de Togores, otorgándole el señorío de Benejúzar.
Jaime Rosell de Rocamora fue nombrado gobernador de Orihuela, estando en el cargo en el momento del estallido de la Guerra de Sucesión. También fue virrey de Mallorca, además de ostentar un sinfín de cargos públicos.
Tanto Jerónima como Jaime Rosell, fueron partidarios del archiduque Carlos de Habsburgo en la Guerra de Sucesión Española, al igual que la gran mayoría de la nobleza perteneciente a la Corona de Aragón y Valencia.
La comitiva que salió desde Valencia hacia Barcelona acompañando al archiduque Carlos de Habsburgo el 7 de marzo de 1707, iba compuesta por el marqués consorte de Rafal junto al marqués de Casta de Boll, el conde de Serrat y los condes de Cardona.
Durante la Guerra de Sucesión Española, los marqueses de Rafal fueron requeridos por el archiduque Carlos en varias ocasiones, siendo Jaime Rosell una de las personas de confianza para Carlos. Asistió a todos los actos importantes de la Corte, por entonces en Barcelona. Incluso fue invitado junto a otros nobles por el propio Carlos de Habsburgo a su coronación como Carlos VI emperador del Sacro Imperio Romano Germánico, coronación realizada en Fráncfort del Meno, en Alemania, en 1711. 
Tras la coronación del archiduque Carlos y su rechazo a la Corona Española, Felipe V, con el control absoluto de casi todo el país, expropió todas las pertenencias de los marqueses de Rafal, que se tuvieron que mantener en el exilio. Pero la real clemencia de Felipe V devolvió a la Casa de Rocamora los bienes que se le habían confiscado, pudiendo regresar a España.
El 25 de enero de 1736 falleció en Orihuela la IV marquesa de Rafal, pasando al heredero Jaime la jefatura de la Casa de Rocamora. Sus restos fueron sepultados en el panteón parroquial de la Iglesia de Benejúzar.